# Thunder Bay Thunder Cats
Die Thunder Bay Thunder Cats waren eine kanadische Eishockeymannschaft aus Thunder Bay, Ontario. Das Team spielte von 1991 bis 1999 in der Colonial Hockey League (ab 1997 United Hockey League).

## Geschichte
Die Mannschaft wurde 1991 unter dem Namen Thunder Bay Thunder Hawks als Franchise der erstmals ausgetragenen Colonial Hockey League gegründet. Die Mannschaft gewann 1992, 1994 und 1995 jeweils den Colonial Cup und standen in der Saison 1995/96 zudem im Finale, unterlagen in diesem jedoch den Flint Generals. Im Laufe seines achtjährigen Bestehens wurde das Team zwei Mal umbenannt (1993 in Thunder Bay Senator und 1996 in Thunder Bay Thunder Cats).       
Im Anschluss an die Saison 1998/99 wurden die Rechte am Franchise von Tri Vision Sports gekauft und das Team nach Rockford, Illinois, umgesiedelt, wo es anschließend unter dem Namen Rockford IceHogs am Spielbetrieb der UHL teilnahm, wie die Liga ab 1997 hieß.

## Saisonstatistik
Abkürzungen: GP = Spiele, W = Siege, L = Niederlagen, T = Unentschieden, OTL = Niederlagen nach Overtime SOL = Niederlagen nach Shootout, Pts = Punkte, GF = Erzielte Tore, GA = Gegentore, PIM = Strafminuten
| Saison  | GP | W  | L  | T | OTL | SOL | Pts | GF  | GA  | Platz       | Playoffs                        |
| 1991/92 | 60 | 26 | 28 | 6 | —   | —   | 62  | 309 | 289 | 3., CoHL    | Colonial Cup                    |
| 1992/93 | 60 | 32 | 24 | 4 | —   | —   | 68  | 288 | 271 | 3., CoHL    | Niederlage in der zweiten Runde |
| 1993/94 | 64 | 45 | 15 | 4 | —   | —   | 94  | 331 | 236 | 5., CoHLE   | Colonial Cup                    |
| 1994/95 | 74 | 48 | 22 | 4 | —   | —   | 100 | 341 | 279 | 4., CoHLE   | Colonial Cup                    |
| 1995/96 | 74 | 36 | 26 | — | —   | 12  | 84  | 302 | 289 | 3., CoHLE   | Niederlage im Finale            |
| 1996/97 | 74 | 43 | 23 | — | —   | 8   | 94  | 333 | 266 | 3., CoHLW   | Niederlage in der zweiten Runde |
| 1997/98 | 74 | 42 | 26 | — | —   | 6   | 90  | 337 | 304 | 3., West    | Niederlage in der ersten Runde  |
| 1998/99 | 74 | 47 | 20 | — | —   | 7   | 101 | 325 | 247 | 2., Western | Niederlage in der zweiten Runde |

## Bekannte Spieler
- Jean-François Labbé
- Nikolai Pawlowitsch Pronin
- Joe West